# Michael Reh
Michael Reh (* 1962 in Dortmund) ist ein deutscher Fotograf, Autor und Aktivist gegen sexuellen Missbrauch von Kindern. Er lebt in Miami und bei Hamburg.

## Werdegang
Michel Reh wuchs in Bövinghausen auf und war Schüler am Bert-Brecht-Gymnasium in Kirchlinde. 1971 wurde er als Abiturient mit dem „Prix Strasbourg“ (Straßburg-Preis) der Alfred Toepfer Stiftung ausgezeichnet.
Nach dem Zivildienst folgte das Studium der romanischen Philologie und Medienwissenschaften an der Universität Hamburg, das er mit dem akademischen Grad als Magister Artium abschloss. Von 1987 bis 1989 war er Stipendiat an der Sorbonne, Paris. Von 1991 bis 1994 war Reh Schauspielstudent an den William Esper Studios und am Michael Howard Studio in New York. Parallel dazu war er von 1989 bis 1998 als Make-up Artist in den USA und in Europa unterwegs.  

### Fotograf
Ende der 1990er Jahre wurde Reh Fotograf mit Schwerpunkt Werbe- und Modefotografie. Seine Fotos erschienen in internationalen Magazinen, im alljährlichen „Men Edition“-Kalender und dem „Lambertz“-Kalender (2018). Von ihm stammen mehr als 2000 Cover für internationale Magazine. Seine Ausstellung „Traffic“ zum Thema Drogenmissbrauch, von der Deutschen Bundesregierung gefördert, wurde in verschiedenen Ländern gezeigt. Er veröffentlichte mehrere Fotobücher („Sunkissed“, „Keine Zeit für Eitelkeit“, „Men in Motion“).

### Autor
2020 erschien sein autobiografischer Roman „Katharsis“, 2021 der Roman „Asta“ als Mischung aus Drama, Familiengeschichte und Krimi. 2022 folgte der Roman „Das grausame Erbe des Konrad Corbis“, indem Reh auch das Thema sexueller Missbrauch thematisiert. 2023 veröffentlichte er den aus eigener Erfahrung entstandenen Ratgeber „Die neun Gebote – Wie man sexuellen Missbrauch überlebt“, 2025 „Das wüssten Sie wohl gerne! Begegnungen eines Fotografen mit Legenden, Stars und anderen Menschen“.

### Aktivist
Michael Reh engagiert sich seit 2020 als Aktivist im Kampf gegen den sexuellen Missbrauch von Kindern. Als Betroffener ist er Gesprächspartner für Interviews, Podcasts und zahlreiche TV-Sender in Deutschland. Sein diesbezügliches Buch „Die neun Gebote – Wie man sexuellen Missbrauch überlebt“ erschien auch als von Reh gesprochenes Hörbuch.

## Privat
Michael Reh lebt hauptsächlich in Miami sowie regelmäßig für längere Zeit in Deutschland. Dann wohnt er auf dem Grundstück von Ernst-Johann „Ernie“ Reinhardt (bekannt als Lilo Wanders), mit dem ihm eine jahrzehntelange Freundschaft verbindet.